# Nora M-84
Die Nora M-84 ist ein Rohrartilleriesystem jugoslawischer und serbischer Herstellung. Hierzu gehören Waffenanlagen mit 152 mm und 155 mm Durchmesser, die vom Militärtechnischen Institut in Belgrad (VTI – Vojno Tehnički Institut) für die Jugoslawische Volksarmee (JNA – Jugoslavenska Narodna Armija) zwischen 1975 und 1984 entwickelt und bis heute produziert werden. Sie ist in den Nachfolgestaaten Jugoslawiens im Einsatz. Anfänglich wurde im Maschinenbaukombinat BNT in Novi Travnik, in Bosnien produziert. In Velika Plana, Serbien, entstand später eine zweite Produktionslinie. Vermarktet werden mehrere Versionen durch die Jugoimport SDPR. Auf der Nora M-84 aufbauend, entstand die Radhaubitze Nora B-52 als Selbstfahrlafette.

## Geschichte
Die Jugoslawische Volksarmee JNA plante ab 1975 eine radikale Reform und Modernisierung ihrer Artillerie. Die Artillerieeinheiten sollten mit neuen Waffensystemen ausgestattet werden. Hauptziel war, die Armee mit Waffenanlagen mit größerem Kaliber und größerer Reichweite sowie größerer Wirkung auszustatten. Zudem sollten die auf Divisionsebene genutzten Kaliber vereinheitlicht werden. Die vorgesehenen Kaliber waren 122 mm, 130 mm und 155 mm. Motorisierte Verbände sollten Rad- und Kettenhaubitzen mit den Kalibern 122 und 152 mm erhalten.
Unter sehr günstigen Vorgaben kam es zu einer Lizenzierung seitens der UdSSR für die 152-mm-Kanonenhaubitze M1955 (D-20) und zugehörige Munition. In der Ausstattung mechanisierter Divisionen konnten ebenfalls die 122-mm-Panzerhaubitze 2S1 und die gezogene 122-mm-Haubitze D-30 sowie deren Konstruktionsdokumentation erworben werden. Auf ihrer Grundlage entstand in Jugoslawien die gezogene Kanonenhaubitze Nora-A.
Anastas Paligorić hatte die Projektleitung inne und empfahl ein Kaliber 155 mm, entsprechend den in der JNA genutzten 155-mm-M65-Haubitzen. Trotzdem fiel die Wahl auf das Kaliber 152 mm.
Drei Versionen waren für die Entwicklung vorgesehen:
- Nora-A mit 152-mm-Kanone L/39
- Nora-B als selbstfahrende Radhaubitze mit 152-mm-Kanone L/45 auf dem FAP-2832-Fahrgestell mit der Bezeichnung „Nora B-52“
- Nora-C mit 152-mm-Kanone und mit L/45 – Teil des Projekts war ein 203-mm-Geschütz mit der Bezeichnung „KOLOS“

## Hintergrund
Die erste jugoslawische Haubitze H155 mm M65 war auf Basis der amerikanischen M114 155 mm entstanden. Durch ihre defensive Verteidigungsdoktrin gegenüber den Streitkräften der NATO und des Warschauer Pakts war man mit der maximal möglichen Reichweite dieser Haubitzen sowie den weiteren Artilleriewaffen im Bestand nicht zufrieden. Es wurde entschieden, eine großkalibrige 152 mm Artilleriekanone im eigenen Land zu entwickeln und zu fertigen. Gleichzeitig beschaffte die JNA die Konstruktionsdokumentation der sowjetischen 152 mm M1955 (D-20) mit einigen D-20 Haubitzen aus der Sowjetunion. Sowohl die amerikanische 155 mm als auch die sowjetische 152 mm Haubitze genügten den Anforderungen der JNA weder in Reichweite noch in bestimmten Spezifikationen. Folgende Merkmale sollte die Waffenanlage haben:
- die Reichweite mit Standardmunition sollte 24 km betragen (die 155mm M65 hatte eine Reichweite von 14,9 km, die 152mm D-20 17,4 km)
- für Munition mit vergrößerter Reichweite sollten Schussweiten von 28 bis 34,5 km möglich sein
- die neue Waffenanlage sollte jede Munition der 152mm D-20 verschießen können
- die Waffenanlage sollte höhere Elevationswinkel erreichen (von −5° bis +65°)
- die Feuerrate sollte mindestens 4 Schuss/Minute betragen. Durch einen semi-automatischen Lademechanismus war sie hierin der 155mm M65 deutlich überlegen (1 bis 2 Granaten pro Minute).

## Entwicklung
1975 begannen die Arbeiten an Nora, im Mai 1980 gelangte der erste Prototyp der Nora-A in das Prüftechnische Institut (TOC – Tehnički opitni centar) in Belgrad. Die Entwicklung wurde 1984 beendet. Die JNA erhielt die Nora-A unter der Serienbezeichnung M-84 Nora. 1989 erschien eine Variante mit anderer Treibladung und neugestalteter Waffenanlage sowie geringerem Gewicht als der M-84B1. Die M-84B2 wurde mit einem pneumatischen Lader ausgestattet, der in allen Elevationswinkeln arbeitet sowie 30 Arbeitszyklen mit einer Luft-Standardkompressionsfüllung ermöglicht.
Die angefangene Entwicklung der Nora-C wurde 1991 eingestellt. Die Arbeiten an der Nora-B wurden ebenfalls unterbrochen jedoch 2001 wieder aufgenommen und 2006 erfolgreich beendet. Als Nora B-52 wird sie heute in zwei Varianten angeboten. Von der ursprünglichen Nora-B unterscheidet sich die jetzige Version durch stärkere Panzerung und höhere Automatisation.
Ein Teil der Nora M-84 ist durch Konvertierung der sowjetischen 130 mm M-46 entstanden. In der JNA wurde sie 1986 als M-46/86 152mm eingeführt. Ebenfalls entwickelt wurde eine M46/86 mit 155mm Durchmesser.
Für die Konvertierung der Sowjetischen 130 mm M-46 in die M46/86 mit 155 mm Durchmesser wurde die kanadisch-belgische Firma SRC (Space Research Corporation) des kanadischen Ingenieurs Gerald Bull engagiert. Die Zusammenarbeit mit SRC sah die Konvertierung der 130 M-46 in das Kaliber 155 M-45 mit 23 l Ladungsraumvolumen vor sowie die Realisierung der Produktion von ERFB-BB für reichweitegesteigerte ERFB-BB-Geschosse (mit Base-Bleed) und Gasgeneratoren in Jugoslawien, für die eine Lizenzvereinbarung mit SRC getroffen wurde.
Mit der Realisierung der genannten Vorhaben sowie im Technologietransfer durch SRC hatte man die Möglichkeit, den potentiellen Kunden ein Artilleriesystem mit 45 km Reichweite anzubieten und damit Anschluss an Waffenproduzenten von Artilleriesystemen der Dritten Generation gefunden.
Nach 2008 entstanden weitere Versionen:
- 155 mm / 39 NORA-A1 Leichthaubitze[4]
- M08 152mm / 45 gezogenen Kanone[5]

### Munition
Mit der Einführung des neuen Waffensystems wurden neue Munitionstypen von den Waffenproduzenten in Jugoslawien entwickelt. 1986 startete die Serienproduktion der M84/ГГ Granaten in Pretis-Vogošča (Sarajevo).
Mit einer Mündungsgeschwindigkeit von 895 m/s besaß die JNA zu ihrer Zeit die am weitest entwickelten Geschosse im Kaliber 152 mm. Erst mit der Einführung der sowjetischen Granaten für die 2A65 152 mm wurden diese Werte übertroffen.

## Varianten
Einige Varianten werden exportiert:

### Nora M-84
Basisvariante, in wenigen Exemplaren gebaut.

### Nora M-84B1
Mit verkleinertem 18-Liter-Ladungsraumvolumen und einer reduzierten Masse von 6,88 Tonnen. Es ist die am weitesten verbreitete Variante mit einer Reichweite von 34,5 km.

### Nora M-84B2
Variante mit halbautomatischen Munitionszuführung mit insgesamt 30 Projektilen.

### M46/84
Umgebaute sowjetische M-46 130-mm-Kanone auf Nora-Standard mit 152-mm- oder 155-mm-Kaliber L/45 sowie anderen Bauteilen die im Nora-Programm entwickelt wurden.

### Nora A1
Leichtere Version im Kaliber 155 mm L/39 und mit einer höheren Schussrate von 8 Schuss pro Minute.

### M08
Weiterentwicklung der M46/84 152-mm-Kanone L/45 und verbesserter Schusswerte von über 40 km Reichweite mit dem M05-155-mm -Projektil.

## Zugmaschinen und Bedienung
Als Zugmaschinen kommen der FAP-2026 sowie der Kamaz 43118 zum Einsatz. 9 Soldaten sind für die Bedienung notwendig.

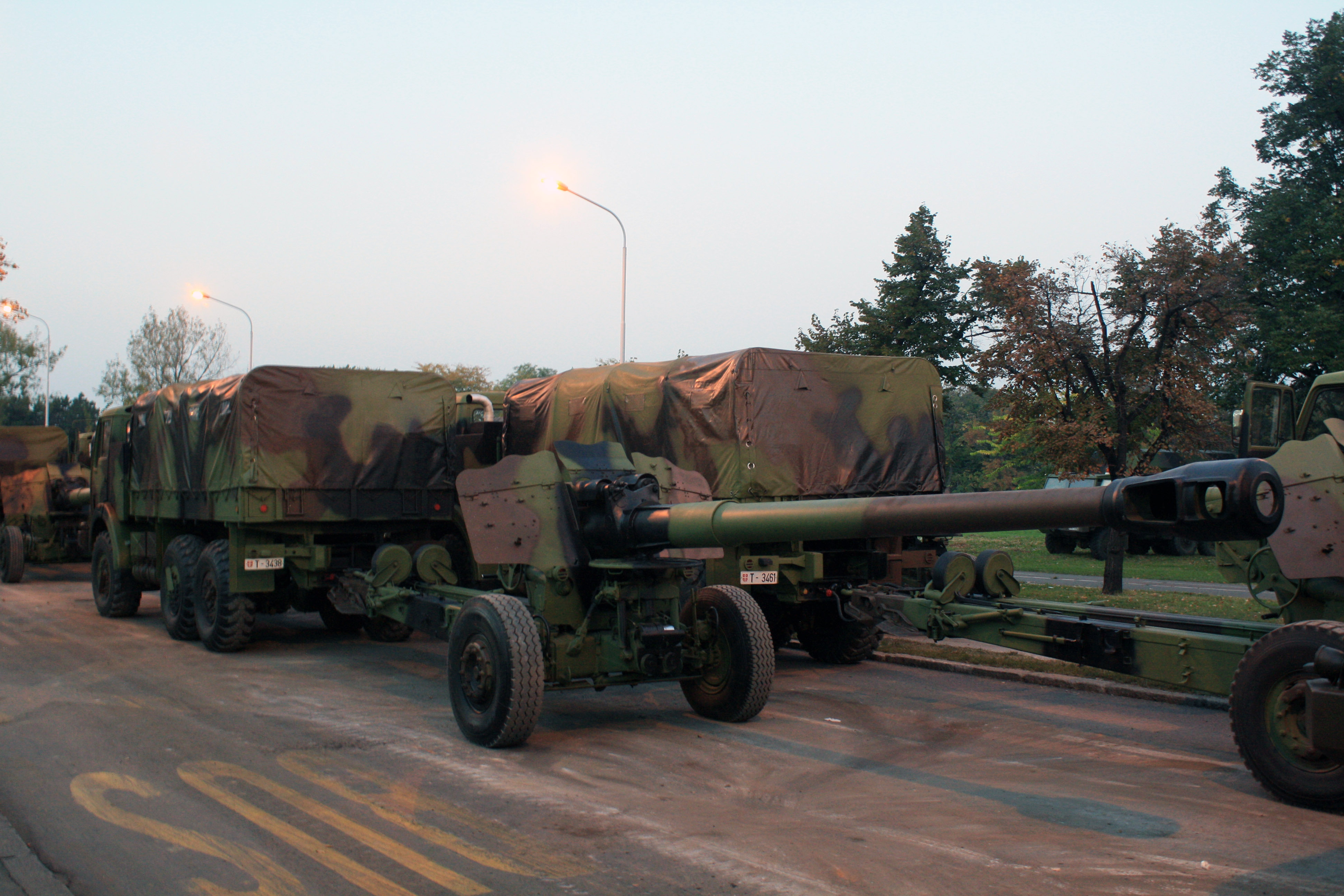
Nora 152mm mit FAP-2026

## Nutzer
- Bosnien und Herzegowina – 17 M-84 152mm Nora
- Kroatien – 23 M-84 152mm Nora[1]
- Serbien – 52 M-84 152mm Nora